# Natascha McElhone

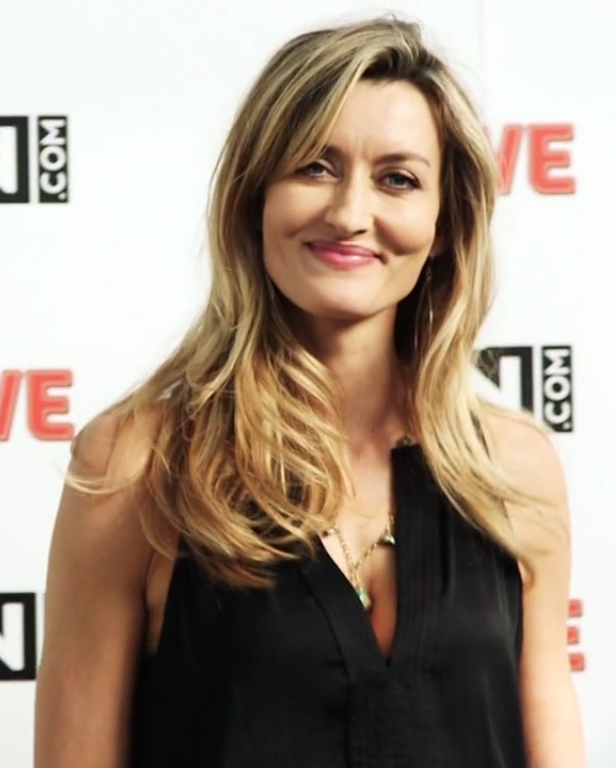
Natascha McElhone (2014)

Natascha Abigail Taylor (* 14. Dezember 1971 in Walton-on-Thames, Surrey, England), bekannt unter ihrem Bühnennamen Natascha McElhone, ist eine britische Schauspielerin. Im Kino wurde sie bekannt für ihre Rollen in Ronin (1998), Die Truman Show (1998), Solaris (2002) sowie in der Fernsehserie Californication (2007–2014).

## Familie, Jugend und Ausbildung
McElhones Großeltern mütterlicherseits waren streng gläubige Katholiken aus dem County Donegal, die während der Zeit des Nordirlandkonflikts nach Glasgow zogen. Deren Tochter Noreen McElhone heiratete den ebenfalls irischstämmigen Journalisten Chris Taylor. Aus dieser Ehe gingen zwei Kinder hervor, Natascha und ihr Bruder Damien. Die Ehe wurde geschieden als Natascha zwei Jahre alt war und ihre Mutter heiratete bald darauf den Autor und Journalisten Roy Greenslade. Aus der zweiten Ehe ihres Vaters mit einer schwedischen Journalistin stammen zwei Halbbrüder von McElhone.

## Werk
In den frühen 1990er-Jahren studierte sie Schauspiel in London und begann ihre Karriere auf Theaterbühnen in London und Manchester, wo sie vorwiegend in Shakespeare-Stücken zu sehen war. Sie nahm den Bühnennamen Natascha McElhone an, wobei sie ihrem Vornamen den Geburtsnamen ihrer Mutter hinzufügte. Nebenbei übernahm sie kleinere Fernsehrollen. Internationale Bekanntheit erlangte sie 1998 in einer Hauptrolle neben Robert De Niro in Ronin und einer Nebenrolle im Film Die Truman Show. Von 2007 bis 2014 spielte sie an der Seite von David Duchovny eine der Hauptrollen in der US-amerikanischen Fernsehserie Californication.

## Persönliches
Die Schreibweise ihres Vornamens Natascha (die russische Koseform von Natalja Наталия bzw. Natalie) mit sch ist für den englischen Sprachraum ungewöhnlich, wo er üblicherweise Natasha mit sh geschrieben wird.
McElhone lernte ihren späteren Ehemann Martin Kelly während seines Medizinstudiums im Alter von 15 Jahren über dessen Mitbewohner kennen, mit dem sie damals ausging. Nachdem sie sich vorübergehend aus den Augen verloren hatten, wurden sie in der zweiten Hälfte der 1990er-Jahre ein Paar. McElhone heiratete Kelly am 19. Mai 1998 in einem Dorf in Südfrankreich, anschließend lebten sie einige Zeit in Paris, bevor sie sich in London niederließen. Das Paar bekam drei Söhne, die 2000, 2003 und 2008 geboren wurden. Der letzte Sohn wurde dabei fünf Monate nach dem Tod des Vaters geboren, der am 20. Mai 2008 völlig überraschend in ihrem Haus in London an einem Herzinfarkt starb, während sich McElhone zu Dreharbeiten in Los Angeles befand.

## Filmografie (Auswahl)
- 1996: Mein Mann Picasso (Surviving Picasso)
- 1997: Vertrauter Feind (The Devil’s Own)
- 1997: Mrs. Dalloway
- 1998: Anwältinnen küsst man nicht (What Rats Won’t Do)
- 1998: Ronin
- 1998: Die Truman Show (The Truman Show)
- 2000: Verlorene Liebesmüh’ (Love’s Labour’s Lost)
- 2000: Bei Berührung Tod (Contaminated Man)
- 2002: Killing Me Softly
- 2002: Laurel Canyon
- 2002: City of Ghosts
- 2002: Solaris
- 2002: FearDotCom
- 2003: The Other Boleyn Girl – Die Geliebte des Königs (The Other Boleyn Girl, Fernsehfilm)
- 2004: Der Duft von Lavendel (Ladies in Lavender)
- 2005: Guy X – Niemand denkt an Grönland (Guy X)
- 2005: Revelations – Die Offenbarung (Revelations)
- 2006: Big Nothing
- 2007: The Company – Im Auftrag der CIA (The Company)
- 2007–2014: Californication (Fernsehserie, 84 Folgen)
- 2008: Das Geheimnis der Mondprinzessin (The Secret of Moonacre)
- 2010: Der Kuss des Sandmanns (Sleepyhead, Fernsehfilm)
- 2013: Romeo und Julia (Romeo and Juliet)
- 2016: Mr. Church
- 2016–2017: Designated Survivor (Fernsehserie, 31 Folgen)
- 2018: The First (Fernsehserie)
- 2021: Carmen
- 2022–2024: Halo (Fernsehserie, 17 Folgen)
- 2022: The Crown (Fernsehserie)
- 2022–2024: Hotel Portofino (Fernsehserie, 18 Folgen)
- 2025: The Kollective (Fernsehserie, 6 Folgen)

## Bücher
- Natascha McElhone: After You: Letters of Love, and Loss, to a Husband and Father. Penguin, 2010

## Auszeichnungen
- 1999: MTV Movie Award – Nominierung für die beste Actionszene (zusammen mit Robert De Niro) in Ronin[9]
- 2003: Saturn Award – Nominierung als beste Schauspielerin in Solaris
- 2005: Irish Film and Television Award – Nominierung als beste Schauspielerin in Solaris
- 2005: Satellite Award – Nominierung als beste Schauspielerin in Revelations